# Жумагалиев, Атлаш Адильмуханович
Атлаш Адильмуханович Жумагалиев (каз. Атлаш Әділмұқанұлы Жұмағалиев; 10 декабря 1941, Темир, Темирский район, Актюбинская область, КазССР, СССР — 2000) — казахстанский общественный и государственный деятель, депутат Мажилиса Парламента Республики Казахстан І созыва (1995—1999).

## Биография
Родился 10 декабря 1941 года в городе Темир Темирского района Актюбинской области. Казах.
Отец — Жумагалиев Адильмухан, погиб в Великой Отечественной войне (1942 г.).
Мать — Жумагалиева Мариям (умерла 1959 г.), была домохозяйкой.
В 1964 году поступил в Алма-Атинский сельскохозяйственный институт на агрономический факультет, который окончил в 1969 году.
Трудовую деятельность начал в 1959 году трактористом.
С 1961 по 1964 год — служил в рядах Советской Армии.
С 1969 по 1994 год — агроном, главный агроном, директор совхоза имени Дмитрова Октябрьского района Актюбинской области.
С 1994 года — президент акционерного общества «Бирлик».
С 1995 по 1999 год — депутат Мажилиса Парламента Республики Казахстан І созыва.
Скончался в 2000 году.

## Награды
- 1976 — Медаль «За трудовую доблесть»;
- 1981 — Орден Трудового Красного Знамени;
- 1986 — Орден Дружбы народов;
- 1988 — Медаль «Ветеран труда»;
- 1992 — Почётная грамота Республики Казахстан;
- 1998 — Медаль «Астана» и др.

## Семья
Женат. Жена — Турганбекова Сабила (г.р. 1945), учительница английского языка.
Сыновья — Еркен (г.р. 1967), врач; Беркен (г.р. 1974), водитель;
Дочери — Айнур (г.р. 1970), педагог; Зейнур (г.р. 1972); Бибинур (г.р. 1976); Гульнур (г.р. 1978);